# Adriatica (relojes)
Adria y Adriatica son marcas de relojes suizos que se han fabricado desde la década de 1960 para los mercados de Europa del Este. Sus orígenes se remontan a 1832.

## Origen
El nombre proviene de la ciudad etrusca de Atria (o Adria) que también dio su nombre en un período mucho anterior al mar Adriático. Se cree que el nombre data de 1931 o antes.

## Historia
La historia de Adria y Adriatica como marcas de relojes está estrechamente relacionada con el período de la Belle époque a través de la Montilier Watch Co., establecida en 1852 en Muntelier, cerca de Morat/Murten, al pie del "valle de los relojes" en Suiza. Las marcas estuvieron inactivas desde el comienzo de la Segunda Guerra Mundial hasta 1949.
A partir de 1962, dos empresas relojeras asociadas, establecidas en Biena y Basilea, se hicieron cargo de la fabricación y comercialización de los relojes Adria y Adriatica en asociación, diseñando principalmente modelos clásicos redondos chapados en oro rosa para damas y algunos modelos para caballeros, y un modelo especial llamado "Adriatica World Champion". Ambas marcas, especialmente Adriatica, florecieron en los países de escandinavos, y también, especialmente, en Finlandia. Los relojes Adriatica comenzaron a ser importados cada vez más discretamente a Polonia por marineros y se distribuyeron allí y en muchos de los países no comunistas, estableciéndose en la parte oriental de Europa.
En 1989, previendo la apertura del comercio, una familia propietaria de la empresa se hizo cargo de las marcas y las desarrolló como fabricantes y distribuidores. Los relojes Adriatica siempre han sido fabricados en Suiza. Desde 1998, los fabrica su propia empresa, PR & A Watch Sagl, localizada en Dongio, en la zona relojera del cantón del Tesino, la parte de habla italiana de Suiza. Adriatica es miembro de pleno derecho de la Fédération de l'industrie horlogère suisse.